# Liste der Monuments historiques in Ancerville (Meuse)
Die Liste der Monuments historiques in Ancerville führt die Monuments historiques in der französischen Gemeinde Ancerville auf.

## Liste der Immobilien
| Bezeichnung      | Beschreibung                  | Standort                 | Kennzeichnung | Schutzstatus | Datum | Bild           |
| ---------------- | ----------------------------- | ------------------------ | ------------- | ------------ | ----- | -------------- |
| Wohnhaus         | vom Ende des 15. Jahrhunderts | 32 rue du Château (Lage) | PA00106705    | Inscrit      | 1992  |                |
| Kirche St-Martin | ab dem 13. Jahrhundert        | Rue de l’Église (Lage)   | PA00106457    | Classé       | 1990  | weitere Bilder |

## Liste der Objekte
| Bezeichnung                                                                              | Beschreibung                                                                                     | Standort                       | Kennzeichnung | Schutzstatus   | Datum     | Bild           |
| ---------------------------------------------------------------------------------------- | ------------------------------------------------------------------------------------------------ | ------------------------------ | ------------- | -------------- | --------- | -------------- |
| Gemälde Porträt von François Antoine Corrarieus                                          | Ölfarbe auf Leinwand, Holzrahmen, 18. Jahrhundert; 1982 verkauft, Verbleib unbekannt             | im ehemaligen Pfarrhaus        | PM55000011    | Classé         | 1983      |                |
| Gemälde Porträt von Antoine Barberin                                                     | Ölfarbe auf Leinwand, Holzrahmen, Anfang des 18. Jahrhunderts; 1982 verkauft, Verbleib unbekannt | im ehemaligen Pfarrhaus        | PM55000013    | Classé         | 1983      |                |
| Epitaph für Laurent Jacquinot und Marguerite Hurbal                                      | Stein, bemalt, 1614                                                                              | in der Kirche St-Martin (Lage) | PM55001459    | Inscrit        | 1991      |                |
| Glocke                                                                                   | Bronze, 1775 gegossen                                                                            | in der Kirche St-Martin (Lage) | PM55001465    | Inscrit        | 1993      |                |
| Zwei Artilleriemörser                                                                    | bezeichnet 1917                                                                                  | auf dem Friedhof (Lage)        | PM55001230    | Classé         | 1999      |                |
| Gemälde Porträt von François Marie Cassini                                               | Ölfarbe auf Leinwand, Holzrahmen, 18. Jahrhundert; 1982 verkauft, Verbleib unbekannt             | im ehemaligen Pfarrhaus        | PM55000010    | Classé         | 1983      |                |
| Epitaph für Samson Guyot                                                                 | Kalkstein, bezeichnet 1684                                                                       | in der Kirche St-Martin (Lage) | PM55001463    | Inscrit        | 1991      |                |
| Epitaph für Françoise Chompre                                                            | Kalkstein, bemalt, bezeichnet 1732                                                               | in der Kirche St-Martin (Lage) | PM55001460    | Inscrit        | 1991      |                |
| Ziborium                                                                                 | Holz, 15. Jahrhundert                                                                            | in der Kirche St-Martin (Lage) | PM55000008    | Classé         | 1899      |                |
| Gemälde Porträt von Emerie                                                               | Ölfarbe auf Leinwand, Holzrahmen, 18. Jahrhundert; 1982 verkauft, Verbleib unbekannt             | im ehemaligen Pfarrhaus        | PM55000012    | Classé         | 1983      |                |
| 70 Kirchenbänke                                                                          | Eichenholz, 17. und 18. Jahrhundert                                                              | in der Kirche St-Martin (Lage) | PM55001464    | Inscrit        | 1992      |                |
| Orgel                                                                                    | Ensemble aus PM55000003 und PM55000002                                                           | in der Kirche St-Martin (Lage) | PM55001390    | Classé         | 1988 1989 |                |
| Orgelprospekt                                                                            | 1790 von Jean Richard gebaut                                                                     | in der Kirche St-Martin (Lage) | PM55000002    | Classé         | 1988      |                |
| Instrumentalteil der Orgel                                                               | 1790 von Jean Richard gebaut                                                                     | in der Kirche St-Martin (Lage) | PM55000003    | Classé         | 1989      |                |
| Epitaph für Guillaume Hurbal, Françoise Guillemin, Nicolas Hurbal und Françoise Vignette | Stein, Ende des 16. Jahrhunderts                                                                 | in der Kirche St-Martin (Lage) | PM55001461    | Inscrit        | 1991      |                |
| Kech und Patene                                                                          | Silber, vergoldet, 1809                                                                          | in der Kirche St-Martin (Lage) | PM55001466    | Inscrit        | 1993      |                |
| Weihrauchfass                                                                            | Messing, versilbert, 19. Jahrhundert                                                             | in der Kirche St-Martin (Lage) | PM55001467    | Inscrit        | 1993      |                |
| Sechs Leuchter                                                                           | Holz, 18. Jahrhundert                                                                            | in der Kirche St-Martin (Lage) | PM55001468    | Inscrit        | 1994      |                |
| Nähmaschine                                                                              | von H. und P. Giros, 20. Jahrhundert                                                             | in der Mairie (Lage)           | PM55001384    | Classé         | 2005      |                |
| Epitaph für Rachelle Patot                                                               | Kalkstein, bezeichnet 1628                                                                       | in der Kirche St-Martin (Lage) | PM55001458    | Inscrit        | 1991      |                |
| Becher                                                                                   | Silber, um 1765, von Noël-César Boutheroue-Desmarais                                             | in der Kirche St-Martin (Lage) | PM55000005    | Classé         | 1988      |                |
| Skulptur Madonna mit Kind                                                                | mit Sockel; Silber, 17. oder 18. Jahrhundert                                                     | in der Kirche St-Martin (Lage) | PM55000006    | Classé         | 1988      |                |
| Epitaph für Virgil Darban und Rachelle Patot                                             | Marmor, Kalkstein, bezeichnet 1625                                                               | in der Kirche St-Martin (Lage) | PM55001462    | Inscrit        | 1991      |                |
| 13 Skulpturen: Jesus und die zwölf Apostel                                               | Holz, farbig gefasst, 16. Jahrhundert                                                            | in der Kirche St-Martin (Lage) | PM55000007    | Classé         | 1899      | weitere Bilder |
| Chorgestühl und Wandvertäfelung                                                          | Holz, 18. Jahrhundert                                                                            | in der Kirche St-Martin (Lage) | PM55000009    | Classé         | 1899      |                |
| Takenplatte mit Wappen von Robert Chobillon                                              | Gusseisen, 16. Jahrhundert                                                                       | in der Mairie (Lage)           | PM55001469    | Classé Inscrit | 2001      |                |